# Martin Lejsal
Martin Lejsal (* 16. September 1982 in Kyjov, Tschechoslowakei) ist ein tschechischer ehemaliger Fußballtorhüter.

## Karriere
Martin Lejsal spielte in seiner Jugend für den FC Vracov und Baník Ratíškovice. 1995 wechselte der Torhüter zu Svit Zlín. Im Laufe der Saison 1999/2000 kam er auf seine ersten Einsätze in der ersten Mannschaft. Lejsal überzeugte und war in der folgenden Saison Stammtorhüter.
Im September 2001 wurde Lejsal vom italienischen Erstligist Reggina Calcio verpflichtet. Obwohl Lejsal in Reggio nur auf der Bank saß, spielte er für die Tschechische U21-Auswahl. Anfang 2004 wurde er an Slovan Liberec ausgeliehen, für das er allerdings auch nur zwei Spiele absolvierte.
In der Saison 2004/05 spielte er auf Leihbasis für den damaligen Zweitligisten AC Venedig und wurde am Saisonende in einen Korruptionsskandal verwickelt. Im letzten Saisonspiel gewann Genua 1893 gegen den AC Venedig mit 3:2, wobei der Sieg mit 250.000 Euro gekauft war. Lejsal wurde vorgeworfen in die Korruption verwickelt zu sein. Er beteuerte seine Unschuld, wurde aber für fünf Monate gesperrt. Zuvor hatte sich Lejsal auf einen Wechsel zum AC Padua geeinigt, für den er nun ein halbes Jahr nicht spielberechtigt war.
Im Januar 2006 löste er seinen bis 2008 gültigen Vertrag mit Reggina Calcio auf und wechselte zum 1. FC Brünn, wo er die unumstrittene Nummer eins im Tor ist.
Am 15. November 2006 wurde er zum ersten Mal in die Tschechische Nationalmannschaft berufen, beim 1:1 gegen Dänemark war er jedoch nur Ersatzspieler.
Nach drei Jahren in Brünn wechselte Lejsal im Sommer 2009 zum niederländischen Ehrendivisionär SC Heerenveen. Nach einem Jahr in den Niederlanden kehrte Lejsal im Sommer 2010 nach Brünn zurück, wo der Torwart noch einen Vertrag bis Jahresende besaß. Anfang 2011 wechselte der Tscheche ablösefrei zum russischen Erstligisten FK Rostow.